# Tour Eria
De Tour Eria is een wolkenkrabber waarin kantoren, winkels en andere activiteiten gevestigd zijn. Het gebouw werd in 2021 gebouwd in de zakenwijk La Défense nabij Parijs, in de gemeente Puteaux. Het staat op de plaats van de Tour Arago, die in 2017 werd gesloopt.
De Tour Eria huisvest vanaf september 2021 de "Campus Cyber", nadat president Emmanuel Macron de beslissing had genomen om opleidingscursussen voor computerbeveiliging te organiseren.